# Imagawayaki
Imagawayaki (今川焼き Imagawayaki) là một món tráng miệng của Nhật Bản thường được tìm thấy ở các lễ hội và tại các quốc gia bên ngoài Nhật Bản như Đài Loan và Hàn Quốc. Nó được làm bằng cách nhồi bột trong một chiếc chảo đặc biệt (gần giống như chảo làm bánh quế nhưng không có những chiếc lỗ như tổ ong), và được nhồi lớp đậu đỏ Azuki có vị ngọt làm nhân , mặc dù những loại nhân khác như nhân trứng kèm vanilla đang ngày càng phổ biến, cũng như các loại sữa và mứt trái cây khác nhau, cà ri, các loại nhân khác nhau gồm thịt và rau, khoai tây và sốt mayonnaise. Imagawayaki có nét tương đồng với dorayaki, nhưng về sau hai món bánh được chia thành hai loại bánh có nhân khác nhau, và đều được phục vụ trong nhiệt độ lạnh.
Imagawayaki lần đầu được bán tại địa điểm gần cầu Imagawabashi trong thời kỳ An'ei  (1772–1781) thuộc thời kỳ Edo (1603–1867). Cái tên Imagawayaki xuất phát từ thời kỳ này.

## Những tên gọi khác
Imagawayaki được biết đến nhờ những cái tên khác nhau tùy theo từng vùng miền. Tùy từng khu vực mà có những cái tên khác nhau, và có một số loại chỉ được bán ở những của hàng có thương hiệu riêng.
- Ōban-yaki (大判焼き Ōban-yaki?) – vùng Kansai.
- Kaiten-yaki (回転焼き Kaiten-yaki?) or Kaiten manjū (回転饅頭 Kaiten manjū?) – vùng Kansai và Kyushu .
- Nijū-yaki (二重焼き Nijū-yaki?)
- Koban-yaki (小判焼き Koban-yaki?)
- Gishi-yaki (義士焼き Gishi-yaki?)
- Tomoe-yaki (巴焼き Tomoe-yaki?)
- Taiko-yaki (太鼓焼き Taiko-yaki?) or Taiko manjū (太鼓饅頭 Taiko manjū?)
- Bunka-yaki (文化焼き Bunka-yaki?)
- Taishō-yaki (大正焼き Taishō-yaki?)
- Jiyū-yaki (自由焼き Jiyū-yaki?)
- Fūfu manjū (夫婦饅頭 Fūfu manjū?) or Fū man (フーマン Fū man?)
- Oyaki (おやき Oyaki?) – được gọi bởi một số người ở Aomori và Hokkaidō, và nó không giống với món oyaki của vùng Nagano.
- 10 yen pan (10円パン 10 yen pan?) - bánh đồng xu với nhân mozzarella

### Theo thương hiệu cửa hàng hoặc công ty
- Gozasōrō (御座候 Gozasōrō?) – tên sản phẩm imagawayaki được sản xuất bởi Gozasōrō Inc, được công bố vào năm 1950 tại Himeji. Cái tên có nghĩa là "Cảm ơn vì đã đặt hàng" theo phong cách cổ xưa.[3]
- Higiri-yaki (ひぎりやき Higiri-yaki?) – tên sản phẩm imagawayaki được sản xuất bởi Sawai Honpo Inc tại Ehime. Nó có nguồn gốc từ Higiri jizō ngụ gần ga Matsuyama.[4]
- Jiman'yaki (自慢焼き Jiman'yaki?) – tên sản phẩm imagawayaki được sủ dụng bởi cửa hàng Fuji Ice ở Nagano.

### Cách gọi từng tồn tại trong lịch sử và hiện không còn hoạt động nữa:
- Fukkō-yaki (復興焼き, "hồi sinh yaki") – là tên một bài hát trong dịp tái thiết sau trận đại động đất Kanto năm 1923,trong bài hát này, imagawayaki được gọi lại tên là fukkōyaki.[5]

## Tên gọi theo từng quốc gia

### Đài Loan
Imagawayaki đã được giới thiệu đến Đài Loan trong thời kỳ là thuộc địa của Nhật Bản và hiện tại đây là món ăn vặt truyền thống của Đài Loan. Chúng thường được gọi là "bánh nướng" (tiếng Trung: 車輪餅; bính âm: chēlún bǐng). Tuy nhiên, những người thuộc thế hệ cũ có thể sử dụng trực tiếp từ tiếng Nhật là taiko manjū (太鼓饅頭 taiko manjū).

### Hàn Quốc
Imagawayaki còn được gọi là 오방떡 (obang tteok) hay 홍두병 (紅豆餅/hongdu byeong) tại Hàn Quốc. Biến thể của nó là 동전빵 (dongjeon ppang) hay (십원빵/sikwon ppang).

### Malaysia
Imagawayaki được gọi là tokiwado ở Malaysia.

### Philippines
Tại Philippines, có một món bánh tương tự được người dân địa phương gọi là "bánh Nhật Bản", giống như imagawayaki nhưng khẩu phần nhỏ hơn và thường chứa đầy những lát pho mát. Món ăn nhẹ rẻ tiền này thường được bán trên những chiếc xe ba bánh đặc biệt có khuôn nấu ăn hình tròn tùy chỉnh được tích hợp sẵn. Các loại nhân khác cũng có sẵn với nhân ngọt (dâu tây, sô cô la) và nhân mặn (giăm bông và phô mai).